# GG Allin
Kevin Michael "GG" Allin, mais conhecido como GG Allin (nascido como Jesus Christ Allin; 29 de agosto de 1956 - 28 de junho de 1993), foi um vocalista de punk rock e líder de diversas bandas. Ele se tornou famoso por seus shows ao vivo, que, invariavelmente, apresentavam Allin se cortando com cacos de vidro e outros objetos; arrebentando a cabeça com o microfone ou o introduzindo em seu ânus; defecando no palco e ingerindo os excrementos, ou os passando em seu rosto e, muitas vezes, atirando fezes na platéia. Embora ele seja mais conhecido por suas atitudes no palco do que por seu trabalho musical, ele gravou um volume significativo de material, não apenas no gênero punk, mas também de country and western e rock clássico.
Os álbuns de GG Allin eram propositalmente malgravados, malproduzidos, vinham com uma distribuição propositalmente pequena (para que futuramente se tornassem escassos) e tinham em geral péssimas críticas musicais. Apesar desses fatores, GG Allin sempre manteve um público cult, e uma legião de fãs que aumentou bastante após a sua morte. GG Allin sempre prometeu que cometeria suicídio em pleno palco, mas não conseguiu cumprir a sua promessa, pois foi fatalmente vitimado por uma overdose de heroína no dia 28 de junho de 1993, aos 36 anos de idade.

## Biografia
GG Allin nasceu no dia 29 de Agosto de 1956, em Lancaster, New Hampshire, nos EUA, com o nome de Jesus Christ Allin, nome dado por seus religiosos pais. A famosa alcunha de "GG Allin" veio de seu irmão, e mais tarde, companheiro de banda, Merle Allin Jr, que por não conseguir pronunciar o seu nome corretamente, o chamava de “Jee-Jee Allin” (GG Allin).
GG não foi Jesus por muito tempo. Pouco tempo antes de entrar na escola, sua mãe mudou o nome do garoto para Kevin Michael Allin. Nesta época, GG Allin já apresentava um pouco do comportamento anormal, o que basicamente fez com que sua mãe trocasse o seu nome. Nessa época, GG Allin e sua família passaram por muitos confrontos, muitos vindos da parte de Merle Allin, Sr., pai de GG Allin, que se tornara um alcoólatra e tinha alguns problemas mentais. Apesar do pai de GG Allin ter esses significantes problemas, ele nunca usou o seu pai como desculpa para suas grotescas atitudes no palco. Merle, Sr. constantemente ameaçava matar toda a sua família, tendo até mesmo cavado as covas de cada membro da família no porão da casa.
Mas foi na época da escola em que GG Allin começou a ficar ainda mais estranho, sendo considerado na época um delinquente juvenil, e chegando a estudar por um ano em uma classe para "crianças especiais". Ele fazia de tudo para chocar quem estava por perto, até mesmo chegou a ir vestido de mulher para a escola (se inspirando na banda New York Dolls) o que lhe rendeu um espancamento por parte de seus colegas de escola, que o tacharam de homossexual.
Quando perguntaram a GG Allin como fora a sua infância, ele simplesmente respondeu: Caótica. Nessa mesma época, ele descobriu a música, ouvindo muito rock, comprando alguns discos e depois aprendendo a tocar bateria, que seria o seu primeiro instrumento musical. Algum tempo depois, com ele já tocando razoavelmente bateria, GG Allin ingressou em algumas bandas, algumas, inclusive, junto com o seu irmão, Merle.

### Anos 70
Nos anos 70, GG Allin descobriu o punk rock e passou a tocar na banda Malpractice, que não durou muito mais do que um ano. Nessa época, ele era ainda bem sociável com qualquer pessoa, e aparentemente, tinha deixado o seu lado estranho de lado por alguns anos. Ainda nessa mesma época, ele encontra Tracy Deneault, e mesmo nunca tendo se casado com ela, chegou a ter uma filha batizada com o nome de Nico Ann Deneault (nascida em 13 de março de 1986, e que preferiu manter distância da família). Pouco tempo depois, GG Allin começou a compor as músicas para o seu primeiro disco, lançado em 1983, e intitulado de Eat My Fuc (ou simplesmente, EMF).
GG Allin apesar de ser conhecido apenas pelo seu nome, tocou em muitas bandas e lançou álbuns com diversas delas. Uma das primeiras bandas a dar apoio a ele foram os Scumfucs, com o seu irmão Merle no contrabaixo, e depois os The Jabbers (que mais tarde ficaria GG Allin & The Jabbers). Nessa época, as apresentações de GG Allin ainda não eram tão loucas, mas as letras das músicas já eram recheadas de palavrões e muitas outras coisas, tanto que todos os seus discos vinham com a tarja Not For Sale To Persons Under 18 (Proibida A Venda Para Menores De 18 Anos). Foi com o The Jabbers, que incluía ex-membros da lendária banda MC5, que GG Allin gravou muitas de suas músicas (e que, segundo o seu irmão, Merle, até hoje não foram lançadas nem metade delas). GG Allin atuou na banda por um bom tempo como baterista e vocalista, e depois, passou a ser apenas vocalista. Cada vez mais incontrolável no palco e também cada vez mais viciado em drogas e bebida, nessa época ele bebia quase que de hora em hora, o The Jabbers chegou ao fim e seus integrantes seguiram caminhos diferentes da música. GG Allin, porém, continuou.
Depois do The Jabbers, GG Allin atuou em diversas outras bandas, algumas sem gravar nenhum material em estúdio e outras gravando apenas um álbum. Nessa época, ele já era considerado um terrorista da música e tocou em diversos estados pelos EUA, principalmente com a banda The Texas Nazis, que apesar do nome, não tem nenhuma ligação com o nazismo ou fascismo, era apenas uma provocação aos preconceituosos texanos que não gostavam de homossexuais e odiavam GG Allin, tendo chegado a espancá-lo em um show. GG Allin era preso frequentemente, na grande maioria das vezes por mau comportamento, atentado violento ao pudor, posse de drogas, e inclusive posse ilegal de armas, mas pelo que parecia, isso apenas servia como pilha para ele continuar seus "atentados terroristas".

### Anos 80
No final dos anos 80, GG Allin lança o disco Freaks, Faggots, Drunks and Junkies, um dos melhores de sua carreira, e também um dos mais violentos e brutais. Este álbum foi considerado pelo próprio GG Allin como o disco mais profissional de sua carreira e também como sua autobiografia. Depois de mais lançamentos (todos os álbuns de GG Allin eram gravados de forma totalmente independente, sem ter sequer um produtor por perto para supervisionar a gravação) e poucos shows, GG Allin fez o que todos já esperavam: se entregou totalmente às bebidas alcoólicas e à heroína, que tornou-se seu maior vício. Fazendo sempre mais maluquices em seus shows, foi nessa época que se tornou um hábito ele defecar em pleno palco, comer suas próprias fezes e se mutilar no palco. Os shows também foram ficando cada vez mais escassos, ninguém queria em seus bares um homem que ingeria fezes e enfiava o microfone no ânus. Mesmo assim, ainda havia clubes e bares que procuravam por GG Allin. Nessa época, seus shows quase nunca passavam da quinta música, pois os policiais frequentemente invadiam o bar e levavam GG Allin para a delegacia; outras vezes, GG Allin se mutilava tanto no palco a ponto de desmaiar e não conseguir mais cantar.
Após ser liberado da prisão, GG Allin passou a publicar um zine que escreveu durante seu tempo na prisão, chamado de GG Allin Manifesto, em que ele falava mal das grandes gravadoras e dizia que era o profeta da revolução musical. Nessa época, GG Allin voltou a fazer shows e lançar singles e fitas, porém ele agora tinha uma nova missão: cometer suicídio em pleno palco. Ele disse isso em diversas entrevistas para a Maximum RocknRoll, revista estadunidense especializada em rock underground, uma das poucas que ainda lhe dava atenção.

### Anos 90
Em 1991, GG Allin formou uma de suas melhores, se não a melhor, banda, o Murder Junkies, com o seu irmão Merle no baixo. Com os Murder Junkies, GG Allin juntou a gangue perfeita, a maior parte dos vídeos de GG Allin encontrados pela internet são com os Murder Junkies, que o acompanhou até a morte. A banda toda fazia de tudo no palco, era a loucura musical, nem mesmo Dee Dee Ramone aguentou as doideiras de GG Allin com os Murder Junkies, tocando em apenas um show, como guitarrista. Diz os boatos que Dee Dee Ramone entrou para a banda em um dia e a deixou no dia seguinte.

Em 1992, GG Allin foi novamente preso e proibido de tocar em diversas cidades. Nessa época foi feito o documentário Hated: GG Allin And The Murder Junkies, que mostrava os shows caóticos de GG Allin e seus bastidores. Depois de solto, ele formou o "GG Allin and the Criminal Quartet", com quem gravou o disco mais bizarro de sua carreira: o Carnival of Excess, um disco póstumo de música country dedicado a Hank Williams.

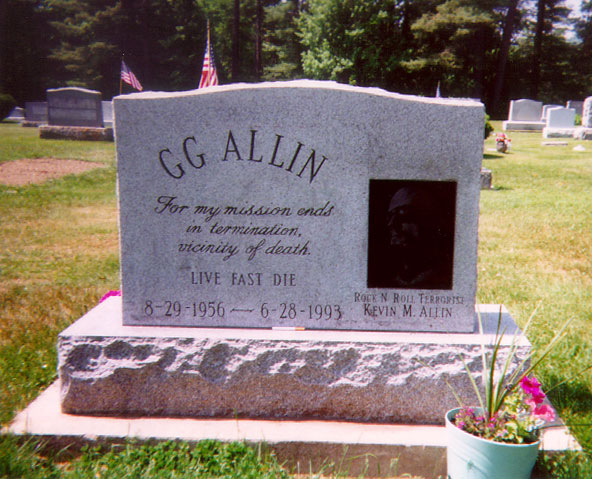
O túmulo de GG Allin

## Morte
Nas primeiras horas do dia 28 de junho de 1993, GG Allin morre de overdose de heroína no apartamento de um amigo, em Manhattan. Ele tinha apenas 36 anos. O último show de GG Allin, feito horas antes de sua morte, é mostrado na versão em DVD do documentário "Hated", e que foi exibido no dia de seu velório. Velório que, na verdade, foi um circo, com GG Allin seminu no caixão, com uma garrafa de uísque Jim Beam na mão, fãs tirando fotos com o ídolo morto, e diversos de seus discos junto com ele no caixão, pois um de seus desejos era de ser enterrado com seus discos.

## Bandas em que GG Allin atuou
- The Jabbers
- The Cedar Street Sluts
- The Scumfucs
- Bulge
- Antiseen
- The Murder Junkies
- The Criminal Quartet
- The AIDS Brigade
- The Disappointments
- The Holymen
- The Fuckin Shitbiscuits
- The Texas Nazis
- The Toilet Rockers
- The Sewer Scum
- The NYC Sheiks
- The Drug Whores
- Afterbirth
- The Southern Baptists
- Shrinkwrap
- The Primates
- The Swankfucks
- His Illegitimate Kids
- Bloody Mess & The Skabs
- The New York Superscum
- David Peel (músico)

## Discografia

### Como "GG Allin"
- Dirty Love Songs (New Rose, 1987) (double LP)
- Hated in the Nation (ROIR, 1987 (cassette); 1998 (CD)
- Freaks, Faggots, Drunks and Junkies (Homestead Records, 1988; Awareness, 1991; Aware One, 1997)
- Anti-Social Personality Disorder - Live (Ever Rat, 1990; Red Light, 1993)
- Doctrine of Mayhem (Black and Blue, 1990)
- Bleedin', Stinkin' and Drinkin' (Vinyl Retentive (cassette), 1991)
- Suicide Sessions (Awareness (cassette), 1991)
- Insult & Injury Volume 2 - The Bloody Years (Black and Blue, 1993)
- The Troubled Troubador (Mountain, 1996; Aware One, 2000)
- Anti-Social Personality Disorder - Live!/The Best Of The Suicide Sessions (Aware One, 1997)
- Insult & Injury Volume 3 - 5-26-82 Providence, RI and More (Black and Blue, 1997)
- Insult & Injury Volume 4 - Live At The Rocket 2-15-87 Providence, RI (Black and Blue, 1997)
- Singles Collection (Volume One) (Temperance/TPOS, 1998)
- The Singles Collection 1977-1991 - Expose Yourself (Aware One, 2004)

### Com o "The Jabbers"
- Always Was, Is and Always Shall Be (Orange, 1980; Halcyon [CD], 2003)
- Banned in Boston (Black and Blue, 1989 (CD only) & 1993)

### Com o "The Scumfucs"
- Eat My Fuc (Blood, 1983; Black and Blue, 1987)
- GG Allin and The Scumfucs/Artless (Holy War/Starving Missile, 1985)

### Com o "Texas Nazis"
- Boozin' and Pranks (Blood, 1983; Black and Blue, 1987)

### Com o "Holy Men"
- You Give Love a Bad Name (Homestead Records, 1987; Awareness, 1991)

### Com o "Antiseen"
- Murder Junkies (New Rose, 1991; TKO, 2003)
- Murder Junkies/Rough, Raw & Live (Baloney Shrapnel, 1993)

### Com o "The Murder Junkies"
- GG Allin and The Murder Junkies (Performance/Awareness, 1993; Aware One, 1997)
- Brutality and Bloodshed for All (Alive/Bomp! Records, 1993)
- Terror In America (Alive, 1995)

### Com o "Shrinkwrap"
- War Inside My Head/I'm Your Enemy (Awareness, 1993; Aware One, 1997)

### Com o "The Criminal Quartet"
- Carnival of Excess (Vinyl Retentive, 1995)
- Carnival of Excess: The Limited Edition (Rockside Media, 2002)